# Euphydryas cynthia
Espèce
Statut de conservation UICN

 LC  : Préoccupation mineure
Le Damier de l'alchémille ou Damier des alpages (Euphydryas cynthia) 

espèce de lépidoptères (papillons) de la famille des Nymphalidae, de la sous-famille des Nymphalinae, de la tribu des Melitaeini, et du genre Euphydryas.

## Systématique
L'espèce Euphydryas cynthia a été décrite par les entomologistes allemands Johann Nepomuk Cosmas Michael Denis et Ignaz Schiffermüller, en 1775, sous le nom initial de Papilio cynthia.

### Synonymes
- Papilio cynthia Schiffermüller, 1775 Protonyme
- Papilio mysia (Hübner, 1800),
- Hypodryas cynthia (Higgins, 1981),
- Melitaea cynthia leonhardi  Fruhstorfer, 1917[2],[3],[4].
- Melitaea alpicola (Galvagni, 1918)
- Hypodryas cynthia  Higgins, 1981[5].

### Noms vernaculaires
- Le Damier de l'alchémille, Damier des alpages, Mélitée alpestre ou Damier dimorphe en français
- En anglais Cynthia's Fritillary et en allemand Veilchen-Scheckenfalter.

### Taxinomie
Sous-espèces
- Euphydryas cynthia alpicola (Galvagni) présente au-dessus de 1 800 mètres une suffusion noire au recto.
- Euphydryas cynthia drenovskii (Röber) en Bulgarie dans les monts Pirin.

## Description
C'est un papillon à damiers orange et marron séparés par les nervures et organisés en lignes qui présente un dimorphisme sexuel : le mâle présente dans les aires basale et discale des damiers blancs alors que la femelle est toute à damiers orange.
Le revers est orange orné de damiers clairs, aux antérieures et aux postérieures chez le mâle, uniquement aux postérieures chez la femelle dont les antérieures sont à damiers plus ou moins foncés. Au recto comme au verso les damiers orange de la bande postdiscale sont centrés par un point noir.

### Sous-espèce
La forme Euphydryas cynthia alpicola petite, présente une suffusion noire au recto, les formes Euphydryas cynthia drenovskii et Euphydryas cynthia leonardi, plus grandes sont plus colorées.

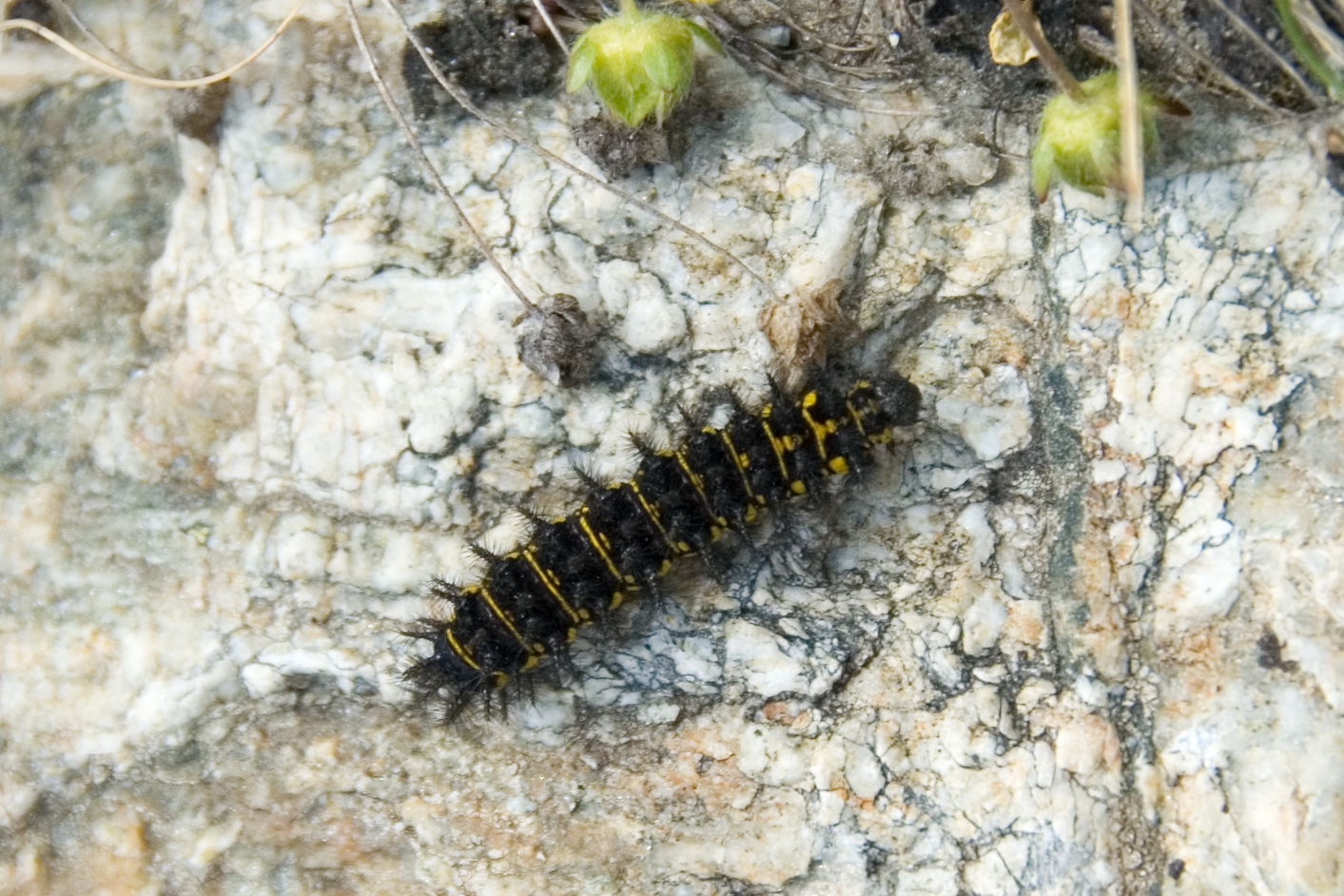
La chenille

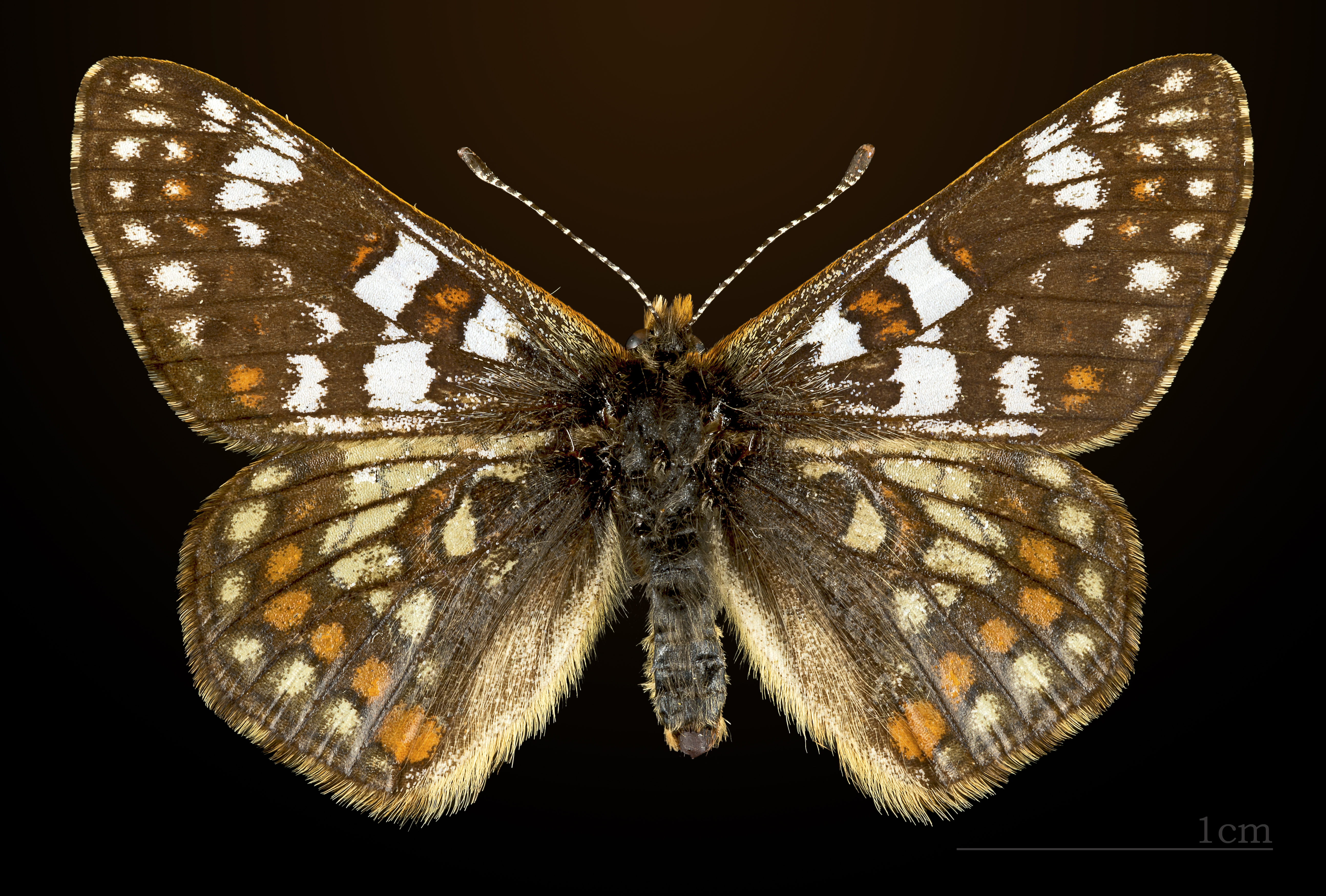
Face dorsale du mâle MHNT
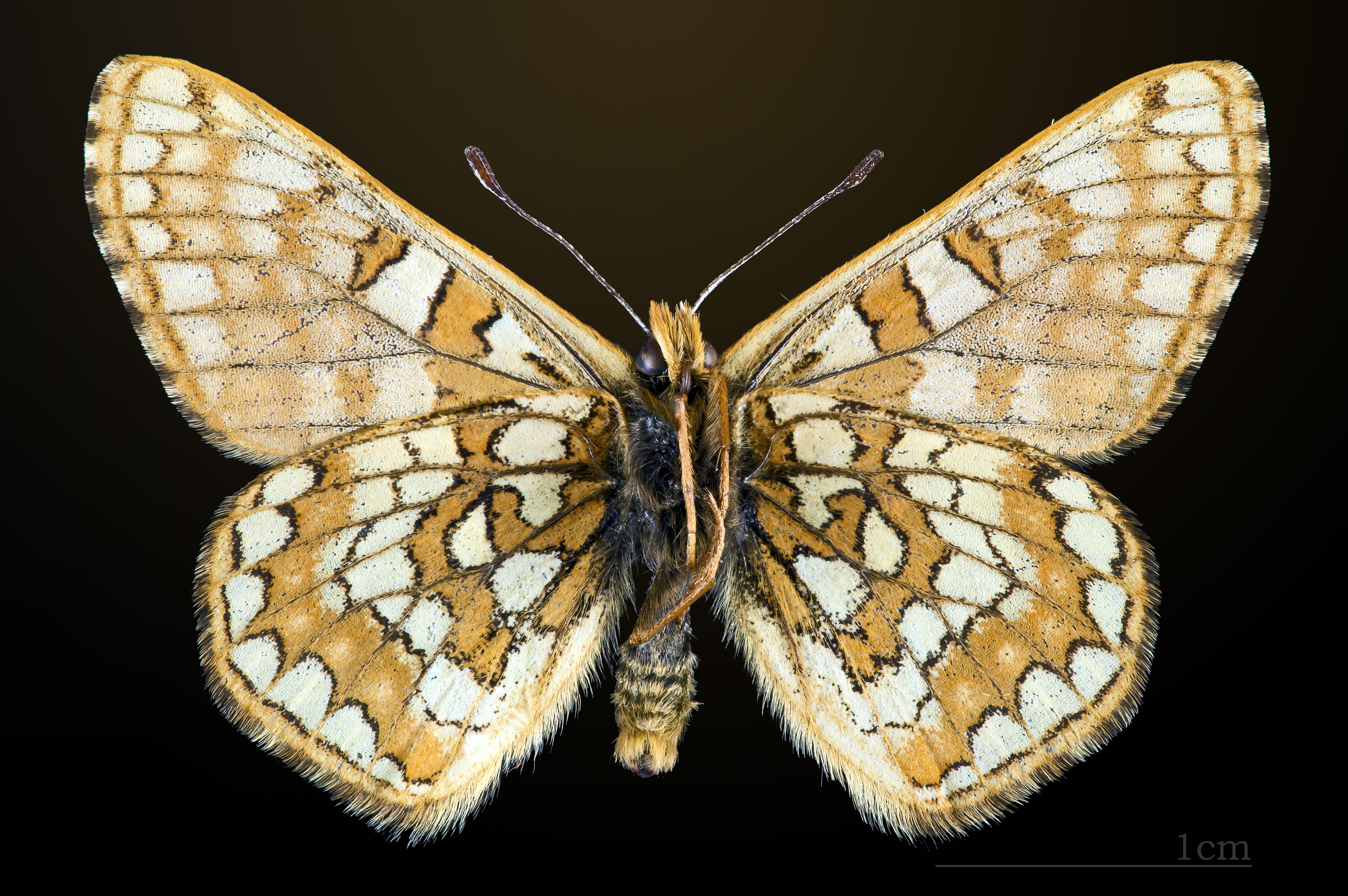
△ Revers du mâle
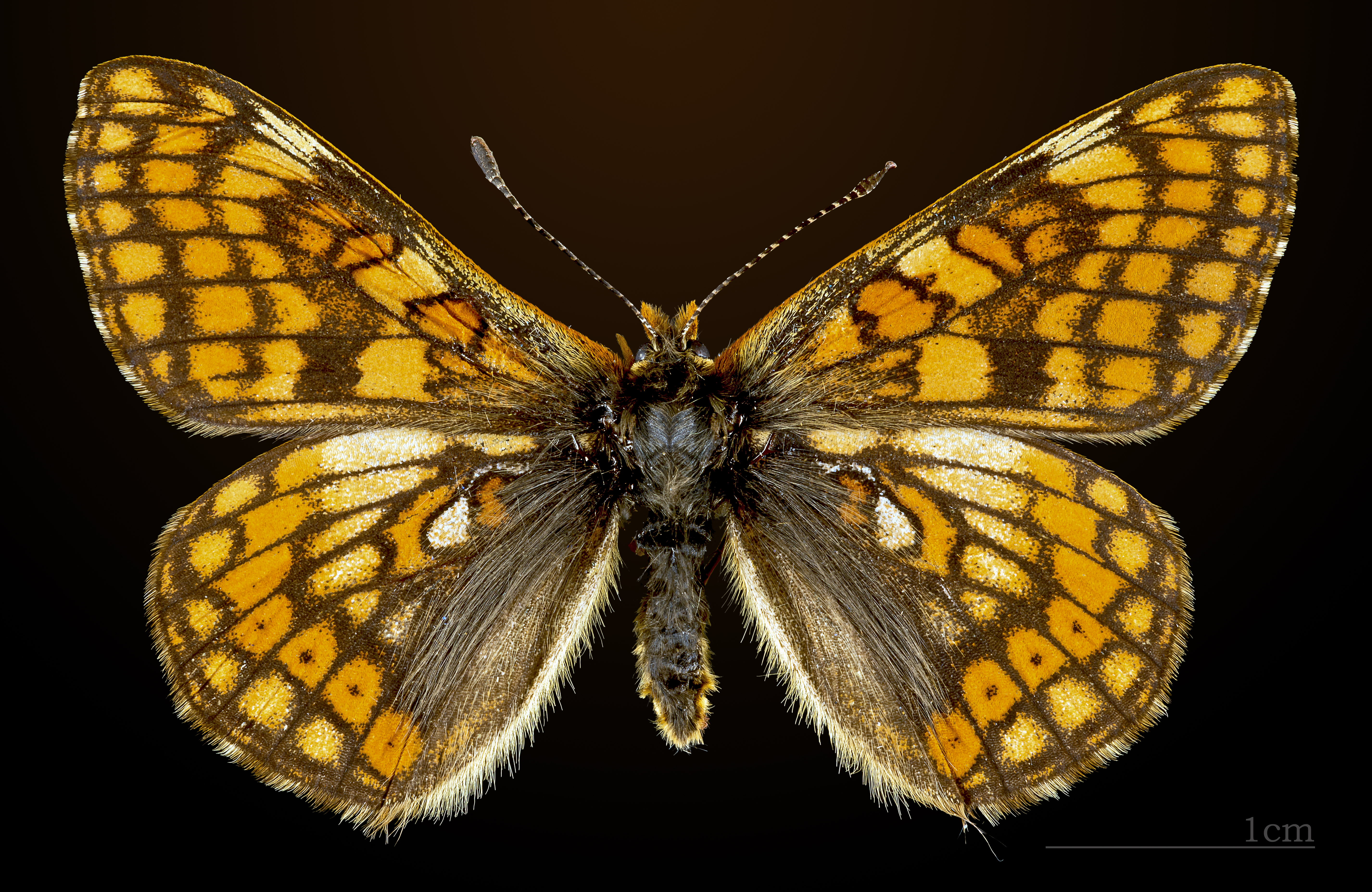
Face dorsale de la femelle MHNT
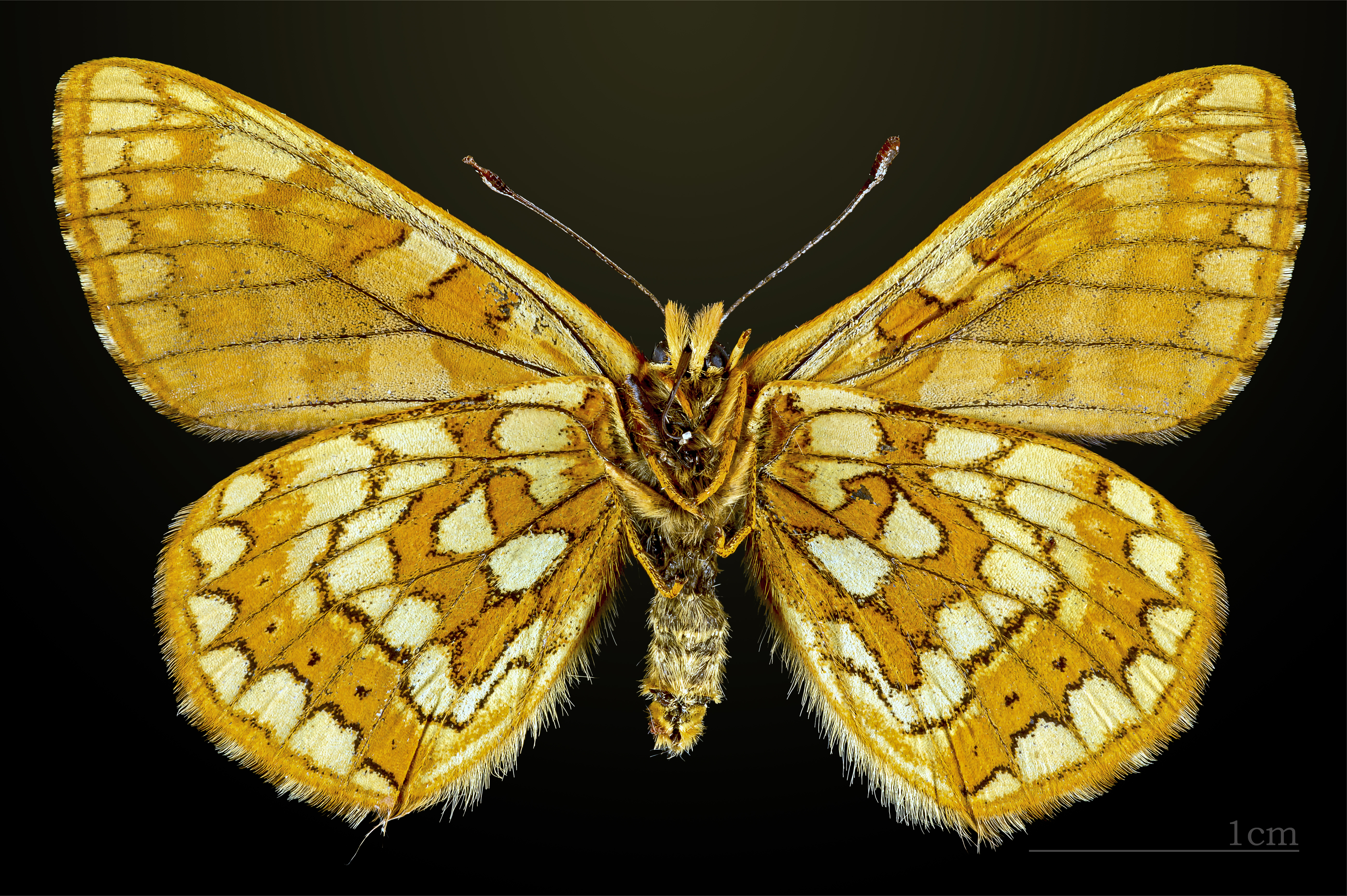
△ Revers de la femelle

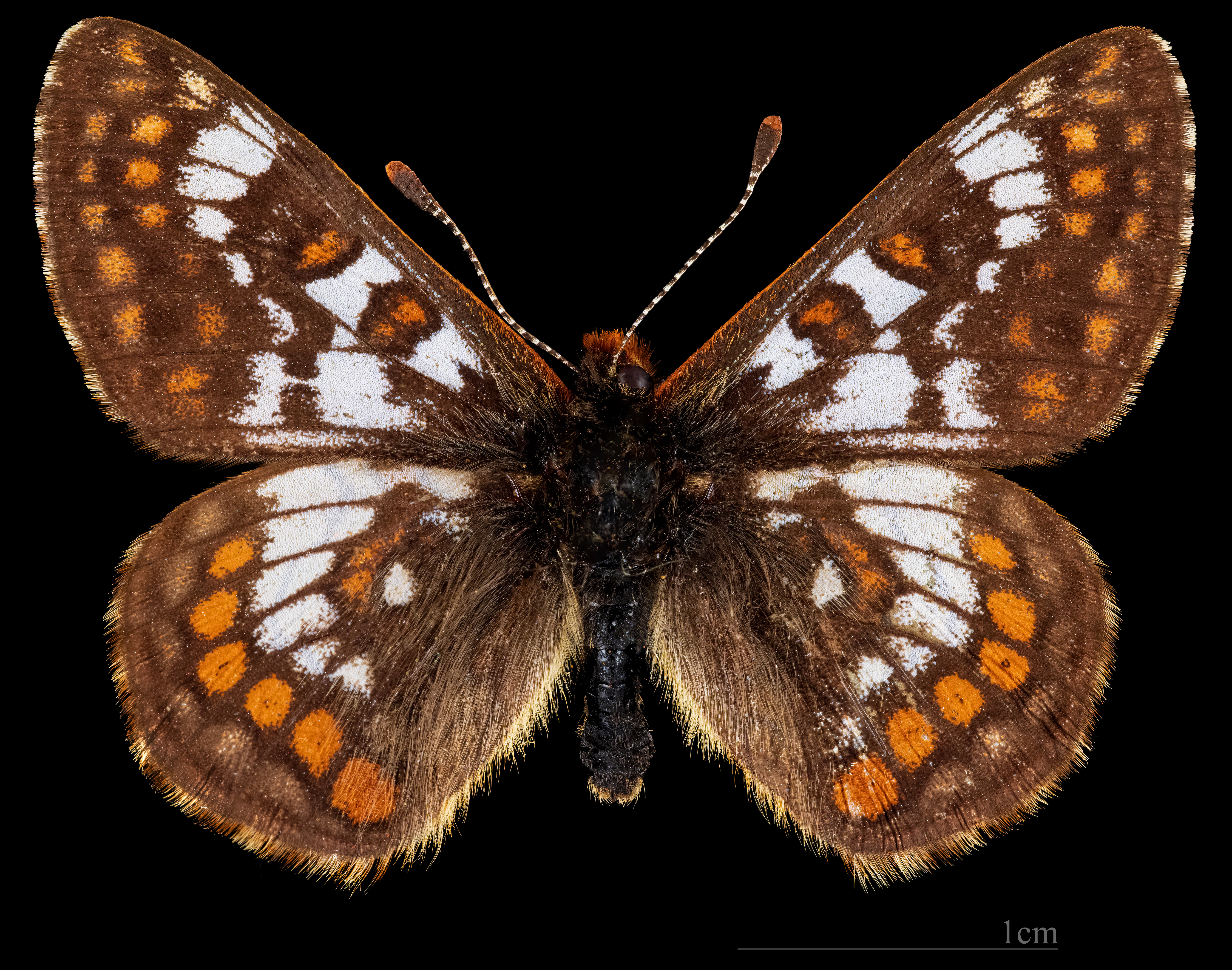
Euphydryas cynthia alpicola- male  MHNT
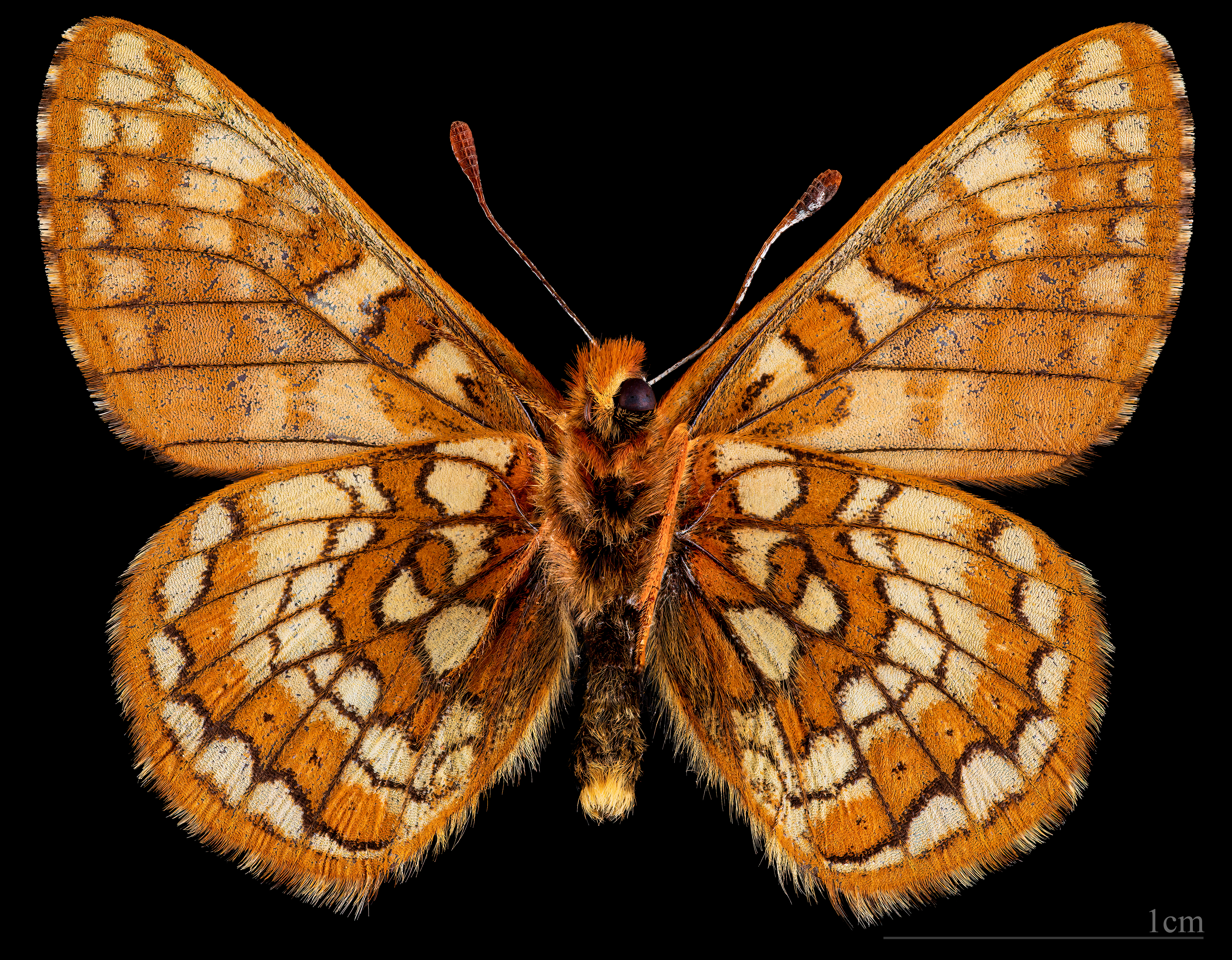
Euphydryas cynthia alpicola- male △  MHNT
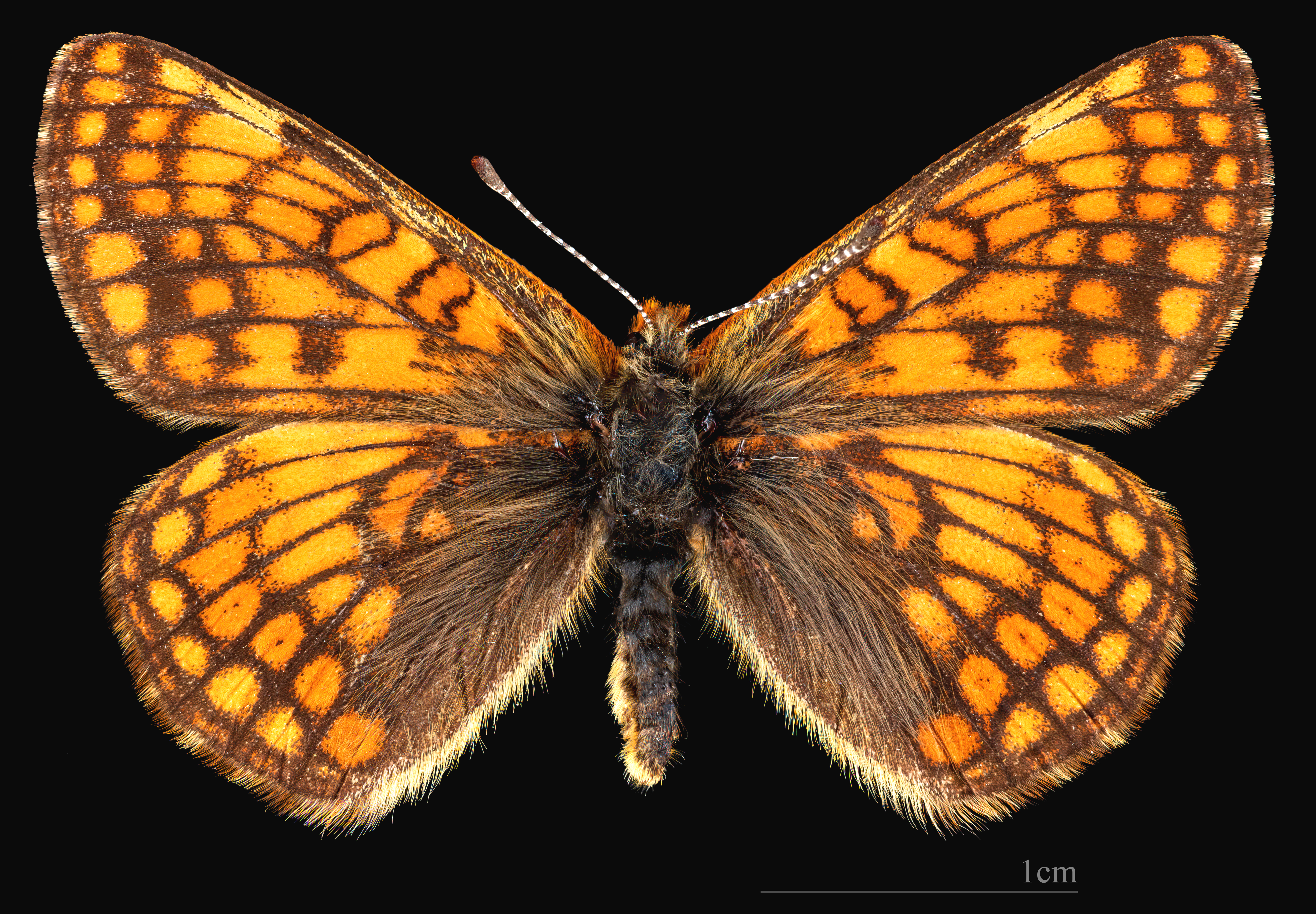
Euphydryas cynthia alpicola- femelle  MHNT
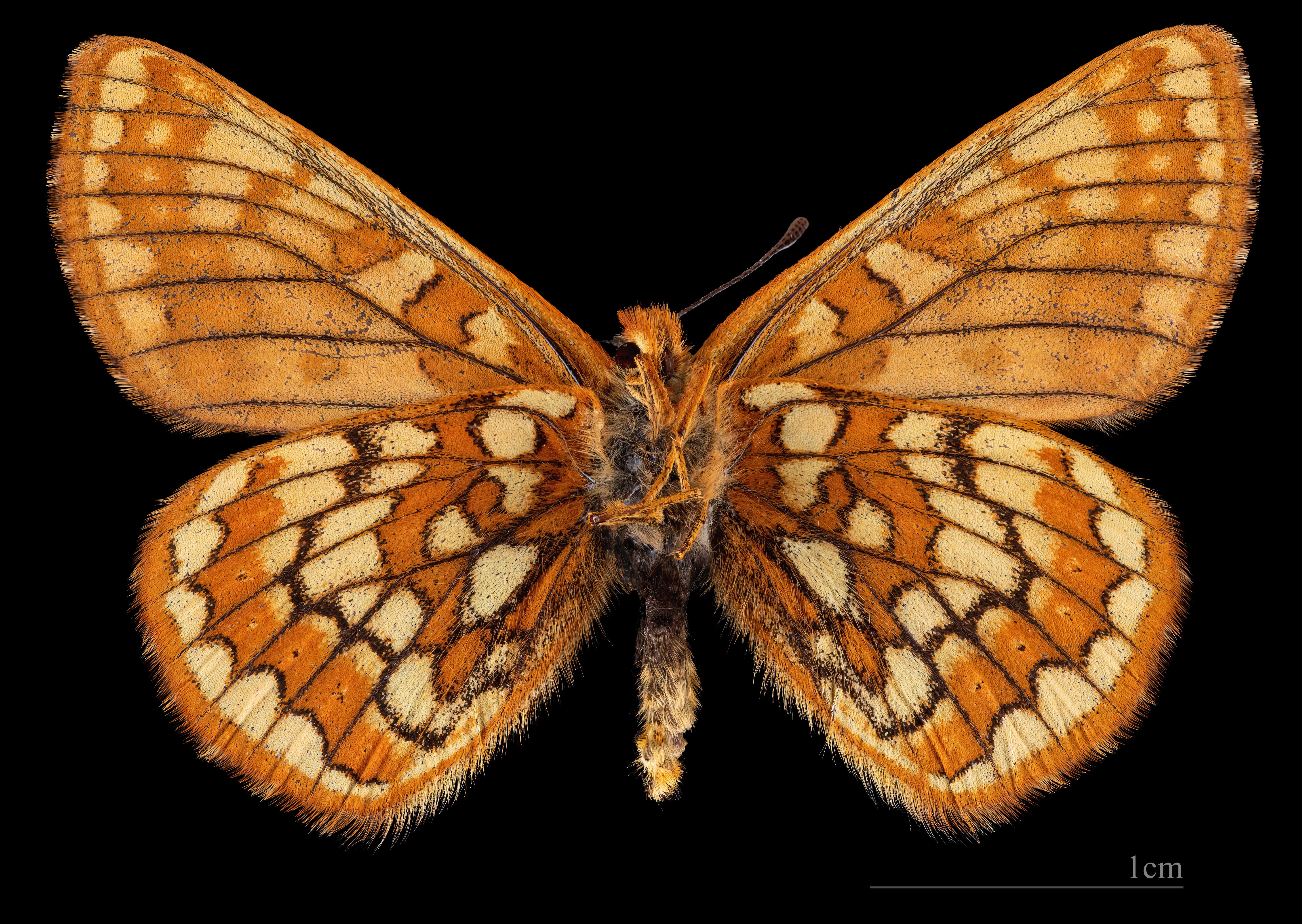
Euphydryas cynthia alpicola- femelle △

- La chenille

## Biologie

### Période de vol et hivernation
Il hiverne à l'état de chenille. Le développement demande deux saisons.
Il vole en une seule génération de fin juin à début août.

### Plantes hôtes
Les plantes hôtes de la chenille sont Plantago alpina et Viola calcarata.

## Écologie et distribution
Il est présent dans les Alpes en France, Suisse, Italie, Autriche et en Bulgarie,.
En France métropolitaine il est présent dans les départements des Alpes-Maritimes et des Alpes-de-Haute-Provence,. Suivant d'autres sources il serait aussi présent en Savoie, Haute-Savoie, Isère, Drôme et Hautes-Alpes.

### Biotope
Il affectionne les prairies alpines de 400 à 2 300 mètres.

## Le Damier de l'alchémille et l'Homme

### Protection
Pas de statut de protection particulier en France mais inscrit dans le red data book en Bulgarie comme vulnérable.